# 날 찾지 말아요
《날 찾지 말아요》는 1983년 11월 발매된 장덕의 첫번째 정규 음반이다. 동명 타이틀곡 <날 찾지 말아요>는 PCI(방송가요집계 전문회사) 조사결과에서 1984년 5월 한달 동안 가장 방송을 많이 탄 노래 부문 3위까지 올랐고 방송에서는 가요순위 5위까지 오르며 큰 인기를 끌었다. LP로만 발매되었던 이 음반은 1992년 6월 당시의 마스터테이프를 복각하여 CD로도 발매되었다. CD로 발매된 음반에서는 두번째 정규 음반 《사랑하지 않을래》에 수록된 <사랑하지 않을래>와 <묻지 마세요>가 보너스 트랙으로 추가되었다.

## 배경
1975년 만 14세(중학교 2학년)의 나이로 오빠 장현과 함께 듀엣 현이와 덕이를 결성, 옴니버스 형식의 컴필레이션 음반  《친구야 친구》(1976)와 정규 1집 음반 《순진한 아이》(1978) 등을 발표하며 가수 겸 작곡가, 그리고 배우로서  큰 인기를 누린 장덕은 안양예술고등학교를 졸업하고 신곡 몇곡과 기존 발표한 곡들을 재수록한 형식의 컴필레이션 음반 《첫사랑》(1979)과 《순정》(1980)을 지구레코드를 통해 차례로 발표하고 1980년 10월 어머니의 부름으로 미국 내쉬빌로 건너가게 된다. 그리고 그 곳에서 테네시 주립 대학교에 입학, 작곡을 전공하며 유학생활을 하게 되고 내슈빌의 한인 가족밴드 리 패밀리의 일원으로 활동하다가 멤버 중 한명인 이승언이라는 남자와 사랑하게 되고 결혼도 한다. 하지만 고국에 대한 향수와 화려했던 가수 생활에의 그리움에 늘 시달리던 장덕은 1983년 남편에게 고국에 갔다오겠다는 부탁을 하지만 계속 거절당하고 손지검까지 당하며 결국 고국으로 향하는 비행기에 오르게 된다. 그리고 이것은 두 사람의 영원한 이별이 되고 말았다. 남편은 자신이 장덕을 지켜주어야 한다는 입장이었고 장덕의 어머니에게도 말해 왔지만 그것이 장덕과 마찰을 불러 일으킨 것이다. 남편은 장덕의 어머니에게 장덕에게 줄 선물까지 준비했었는데 이런 일이 일어났다며 슬퍼하였지만 상황을 돌이킬 수는 없었다. 고국으로 돌아온 장덕은 서라벌레코드에 스카웃 되어 이별 후의 아픔과 슬픔, 그리고 체념과 후회가 공존하는 첫 정규 음반 《날 찾지 말아요》를 발표하였고 성공적인 재기를 이룬다.

## 곡 목록
다음 곡 목록은 LP · CD 음반 기준이며 모든 곡들이 장덕에 의해 작사 · 작곡 되었다.
Side one
1. "날 찾지 말아요" (장덕 작사 / 장덕 작곡) - 03:57
2. "뒤 늦게 깨달은 사랑" (장덕 작사 / 장덕 작곡) - 02:30
3. "당신은 나" (장덕 작사 / 장덕 작곡) - 02:53
4. "이렇게 됐나" (장덕 작사 / 장덕 작곡) - 02:25
5. "가을에 만난 소녀" (장덕 작사 / 장덕 작곡) - 03:32
6. "어느날" (장덕 작사 / 장덕 작곡) - 04:36

Side two
1. "안녕히 계세요" (장덕 작사 / 장덕 작곡) - 02:06
2. "혼자 부르는 노래" (장덕 작사 / 장덕 작곡) - 03:07
3. "영화를 보고 나서" (장덕 작사 / 장덕 작곡) - 03:43
4. "철 없는 안녕" (장덕 작사 / 장덕 작곡) - 03:43
5. "나 여기 왔어요" (장덕 작사 / 장덕 작곡) - 03:59
6. "당신은 지금" (장덕 작사 / 장덕 작곡) - 02:23

Bonus tracks
1. "사랑하지 않을래" (장덕 작사 / 장덕 작곡) – 03:00 - 1992년 발매된 CD 음반에서만 수록되어 있음
2. "묻지 마세요" (장덕 작사 / 장덕 작곡) – 03:33 - 1992년 발매된 CD 음반에서만 수록되어 있음

## 관련 기사
- 동아일보 (1984년 4월 27일) "장덕 앞으로 성숙한 노래 부르고 싶어요" at Naver newslibrary
- 경향신문 (1983년 12월 22일) "장덕 음악 수업후 귀국 날 찾지 말아요 새 앨범" at Naver newslibrary
- 동아일보 (1983년 12월 20일) "남매듀엣 장덕 솔로가수 전향" at Naver newslibrary